# 涼宮ハルヒの憂鬱 SOS団ラジオ支部
『涼宮ハルヒの憂鬱 SOS団ラジオ支部』（すずみやハルヒのゆううつ エスオーエスだんラジオしぶ）は、テレビアニメ作品『涼宮ハルヒの憂鬱』の関連番組としてラジオ関西にて放送されていたラジオ番組である。また、『ランティスネットラジオ』にて1週間遅れてストリーミング配信されていた。全48回。
ただし、現在番組収録は行われていないものの、「番組終了」ではなく「番組休止状態」であるという説もある（詳しくは後述）。

## 概要
2006年2月3日、ラジオ関西にて放送開始。『ランティスネットラジオ』での配信は、1週間遅れの2月10日開始。
パーソナリティは、涼宮ハルヒ役の平野綾、長門有希役の茅原実里、朝比奈みくる役の後藤邑子の3人である。なお、第36回より、鶴屋さん役の松岡由貴が1コーナーのみ（後述）参加している。メインスタッフは、ランティスプロデューサーの斎藤滋、ディレクターの小林順、構成作家の渡邊純也である。
番組をSOS団のミーティングと称しており、冒頭で「第XX回全体ミーティングを開始します」とアナウンスしている。投稿者のラジオネームは、視聴者（リスナー）をSOS団の団員と見なしているところから「団員名」と呼ばれる。
番組は第48回（ラジオ関西 2006年12月29日放送分）にて終了した。ラジオ関西での次番組は、アニメーション制作を同じ京都アニメーションが手掛けている『らき☆すた』のラジオ番組『らっきー☆ちゃんねる』。
- この回では、『涼宮ハルヒ』・『長門有希』・『朝比奈みくる』や『SOS団』といった、作品に関する単語が全て割愛され、ジングルもBGMのみとなり、“団員名”と呼んでいた視聴者（リスナー）のラジオネームは“ペンネーム”に置き換えられた。これは、原作第4巻「涼宮ハルヒの消失」に倣い、SOS団が存在しない世界を演出したものと思われる。ただし、『鶴屋さん』という単語は唯一放送された。また、番組の最初と最後が有希・みくるの台詞に差し替えられ、最後はホワイトノイズで締めた。
- 『ランティスネットラジオ』でのこの回の配信は『ラジオ番組』と改名し、ホームページも全て書き換えられていた。また活動記録の欄もなくなっている。
- ラジオ本編では終了のアナウンスがあったものの、平野と茅原がメールの募集告知をしていた事や、『ランティスネットラジオ』では終了するともしないとも記述しなかった。そのため未だ明確に『番組終了』と言うアナウンスは行われていない。
- 配信終了から長らくの間、ランティスネットラジオのトップページには何故か当番組のページが第48回更新時の『ラジオ番組』名義にて残され、メールフォームもそのまま存置されていた（同時期に終了した他番組のページは早々に削除されているのとは対照的である）。その後、配信終了から約4年が経過した2010年終わり頃に番組ページが削除された。

## 放送時間
- ラジオ関西 毎週金曜日 24時30分 - 25時（2006年12月29日で終了）
- ランティスネットラジオ 翌週金曜日更新（第48回にて更新停止）
  - 第47回の更新時までは直近5回の放送が視聴可能だったが第48回更新時に過去の放送へのリンクが消去されたため、その後は最新回のみ聴取可能であった。

## スポンサーの変遷
- 角川書店 スニーカー文庫
- ランティス
- コスパ（第14回 - 第26回）

## コーナー
- ほとんどのコーナーが隔週・不定期の放送。
- 第48回ではコーナー名が一部変更（《 》内）

### 全回
フツオタ（隔週）
普通のお便りを紹介するコーナー。
涼宮ハルヒの退屈しのぎ 《退屈しのぎ》
オープニングで紹介する暇つぶしネタをリスナーから募集。寄せられたネタについては紹介後、平野によって何ハァかを判定される。
朝比奈みくるのいわゆるひとつの萌え要素（隔週） 《いわゆるひとつの萌え要素》
リスナーからの萌え要素を紹介し、朝比奈みくるを萌え〜に仕立てるコーナー。
（インターネット配信サイトでは「いわゆるひとつの萌え要素調査団」と紹介されていた）
×××の後ろ向き一人反省会（ほぼ毎週だが不定期に休止）
エンディングで、パーソナリティのうち1人が、後ろ向きに一人反省会を行う。反省の内容は、その回の放送にとどまらず、身近な出来事など多岐にわたる。パーソナリティの誕生日が近い放送日には、サプライズ的に祝うコーナーに早変わりする。
（×××にはそのパーソナリティのフルネームが入る。たとえば、「平野綾の後ろ向き一人反省会」など。ただし、コーナー直前に「このあとは、綾ちゃんの後ろ向き一人反省会」「〜ゴトゥーザ様の〜」「〜みのりんの〜」とコーナー紹介される）
SOS団からのお知らせ
平野綾、茅原実里、後藤邑子の3人が楊枝などを引きその日の広報委員を決めお知らせをする。

### 第1回 - 第34回
ハルヒ的マイノリティレポート（隔週）
リスナーの変な癖を紹介するコーナー。その癖についてパーソナリティ3人が討論し、マイノリティかマジョリティかを判定する。
対有機生命体コンタクト用ヒューマノイドインターフェイス・有希に聞け!
お題に対して、長門有希がその場しのぎの回答をするコーナー。初期には1つだけの質問に対し本当っぽい答えをしていたが、途中から、続けざまに出される質問に対し一言で答える形式に変更。
ぶらり不思議探索隊（隔週）
今までに経験した、もしくは経験する予定の不思議なことについて紹介するコーナー。

### 第35回 - 第48回
朝比奈みくるの大予言 《大予言コーナー》
朝比奈みくるがリスナーからのネタをもとに大予言をするコーナー。
有希からのヒント!絶望に効く栞（隔週） 《絶望に効く栞》
いざと言うときに役立つかもしれない豆知識を長門有希が紹介するコーナー。豆知識の紹介後には必ず「ありがたや〜ありがたや〜」という声（SE）が入る。
鶴屋さんのめがっさおつかれ!相談コーナー
団員からの相談に鶴屋さんが回答するコーナー。このコーナーのみ、パーソナリティを松岡由貴（鶴屋さん役）が担当。
あたかもジョン・スミス目撃談（隔週） 《『あたかも目撃談』!》
ジョン・スミスの目撃談をリスナーから募集するコーナー。ジョン・スミスがツッコミどころ満載なところを目撃されていることが多い。

## 主題歌
オープニングテーマ
「風読みリボン」（第7回 - 第35回）
歌：平野綾 / 作詞：畑亜貴 / 作曲：鈴木盛広 / 編曲：安藤高弘
アニメオープニングテーマ「冒険でしょでしょ?」のカップリング
「最強パレパレード」（第36回 - ）
歌：平野綾、茅原実里、後藤邑子 / 作詞：畑亜貴 / 作曲：田代智一 / 編曲：安藤高弘

エンディングテーマ
「うぇるかむUNKNOWN」（第7回 - 第35回）
歌：平野綾、茅原実里、後藤邑子 / 作詞：畑亜貴 / 作曲：鈴木盛広 / 編曲：近藤昭雄
アニメエンディングテーマ「ハレ晴レユカイ」のカップリング
「運命的事件の幸福」（第36回 - ）
歌：平野綾、茅原実里、後藤邑子 / 作詞：畑亜貴 / 作曲：田村信二 / 編曲：近藤昭雄
ラジオセカンドオープニング主題歌「最強パレパレード」のカップリング
第6回放送まではオープニング/エンディング共に番組とは無関係なBGMが流されていた。
また第36回 - 第40回で流れた「最強パレパレード」および「運命的事件の幸福」は、市販バージョンとアレンジが異なり茅原実里のみが歌う仮バージョンだった。

## CD

### 番外編CD
本番組の番外編ラジオCD。2006年7月5日から2006年12月21日までLantisから発売された。

### 概要
収録されている内容は、新規に録音された内容である。パーソナリティーは、Vol.1、Vol.2は平野綾、茅原実里、後藤邑子、Vol.3は平野綾、茅原実里、後藤邑子、松岡由貴である。

### リリース一覧

#### Vol.1
収録内容
| トラック | トラック名                       | 時間  |
| -------- | -------------------------------- | ----- |
| 01       | オープニング                     | 2:53  |
| 02       | ハルヒ的座談会                   | 7:52  |
| 03       | ぶらり不思議探索隊スペシャル     | 7:10  |
| 04       | 平野綾のおもてなし               | 2:06  |
| 05       | オリジナルジングルを作ろう       | 7:00  |
| 06       | 後藤邑子のおもてなし             | 3:17  |
| 07       | 涼宮ハルヒの退屈しのぎスペシャル | 11:02 |
| 08       | 茅原実里のおもてなし             | 2:15  |
| 09       | 朝比奈みくるの大予言             | 5:42  |
| 10       | エンディング                     | 2:18  |

#### Vol.2
収録内容
| トラック | トラック名                                                  | 時間  |
| -------- | ----------------------------------------------------------- | ----- |
| 01       | オープニング                                                | 4:17  |
| 02       | ハルヒ的座談会 〜TVアニメ「涼宮ハルヒの憂鬱」を振り返って〜 | 7:29  |
| 03       | オリジナルジングルを作ろうII                                | 6:03  |
| 04       | ぶらり不思議探索隊特別編・エニーに聞け!                     | 23:46 |
| 05       | 涼宮ハルヒの退屈しのぎスペシャル                            | 5:57  |
| 06       | 朝比奈みくるの大予言II                                      | 5:43  |
| 07       | エンディング                                                | 3:54  |

#### Vol.3
収録曲
| トラック | トラック名                                                | 時間 |
| -------- | --------------------------------------------------------- | ---- |
| 01       | オープニング                                              | 6:53 |
| 02       | ラジオ座談会「涼宮ハルヒの憂鬱SOS団ラジオ支部」を振り返る | 9:01 |
| 03       | オリジナルジングルを作ろうIII                             | 9:57 |
| 04       | 復活 ぶらり不思議探索隊!                                  | 8:15 |
| 05       | 復活 有希に聞け! その1                                    | 3:27 |
| 06       | 朝比奈みくるの大予言III                                   | 5:18 |
| 07       | 鶴屋さんのめがっさおつかれ! 相談コーナー 出張版1          | 4:26 |
| 08       | 復活 マイノリティレポート!!!                              | 6:01 |
| 09       | 復活 有希に聞け! その2                                    | 5:47 |
| 10       | 退屈しのぎスペシャル                                      | 4:49 |
| 11       | 鶴屋さんのめがっさおつかれ! 相談コーナー 出張版2          | 3:53 |
| 12       | エンディング                                              | 3:40 |

### アニメDVD限定版特典CD
アニメDVD限定版（全8巻）には、アニメのサウンドトラックとこのラジオ番組の再編集（新録なし）が収録されたCDが付属している。

## 放送リスト
- 放送日はラジオ関西での放送日。
- WEB公開版タイトルはランティスネットラジオで公開時に付けられたもので、基本的にはその回の番組内でのパーソナリティの発言から取られている。

| 放送回 | 放送日     | WEB公開版タイトル                        |
| ------ | ---------- | ---------------------------------------- |
| 第01回 | 2006/02/03 | 『ないんだったら自分で作ればいいのよ』   |
| 第02回 | 2006/02/10 | 『思い出ある?』                          |
| 第03回 | 2006/02/17 | 『なんか実用的』                         |
| 第04回 | 2006/02/24 | 『スゴイおいしいよ♪』                    |
| 第05回 | 2006/03/03 | 『普段ああなんですよっ☆』                |
| 第06回 | 2006/03/10 | 『コーチ!私をしごいてください!!』        |
| 第07回 | 2006/03/17 | 『セーラー服でヤカン持ちたかったもん〜』 |
| 第08回 | 2006/03/24 | 『おでんは好き?』                        |
| 第09回 | 2006/03/31 | 『そろそろ飽きてきたわね』               |
| 第10回 | 2006/04/07 | 『これ、放送できる?』                    |
| 第11回 | 2006/04/14 | 『宇宙は神秘っ!』                        |
| 第12回 | 2006/04/21 | 『なにか埋まってるんじゃない?』          |
| 第13回 | 2006/04/28 | 『いいなぁ〜うらやましいぃ〜』           |
| 第14回 | 2006/05/05 | 『ちょっと感動した!今!!』                |
| 第15回 | 2006/05/12 | 『スッゴイ怖いんですよ!』                |
| 第16回 | 2006/05/19 | 『クサイニオイが好き♥』                  |
| 第17回 | 2006/05/26 | 『わたし毛が好き♥』                      |
| 第18回 | 2006/06/02 | 『ちょっと隠し味ゼリー入ってる』         |
| 第19回 | 2006/06/09 | 『体験してきて欲しいよね♪』              |
| 第20回 | 2006/06/16 | 『旬だ旬だ!』                            |
| 第21回 | 2006/06/23 | 『不二子ちゃんになりたいんだけど…』      |
| 第22回 | 2006/06/30 | 『ロナウ次郎って誰??』                   |
| 第23回 | 2006/07/07 | 『アレ?水戸って……?』                     |
| 第24回 | 2006/07/14 | 『爪楊枝の呪い!!』                       |
| 第25回 | 2006/07/21 | 『つながらないつながりの並行』           |
| 第26回 | 2006/07/28 | 『水も滴るいい男』                       |
| 第27回 | 2006/08/04 | 『今までそういう目で見てたの?』          |
| 第28回 | 2006/08/11 | 『まだまだ体力は残っているか!?』         |
| 第29回 | 2006/08/18 | 『今度はみんな入れるように…』            |
| 第30回 | 2006/08/25 | 『冷やしシャンプー始めました??』         |
| 第31回 | 2006/09/01 | 『みのりの秋♪』                          |
| 第32回 | 2006/09/08 | 『マイク吹きましたよ?』                  |
| 第33回 | 2006/09/15 | 『クサイよね??』                         |
| 第34回 | 2006/09/22 | 『白いごはんから食べたいの』             |
| 第35回 | 2006/09/29 | 『…って今知った!!』                      |
| 第36回 | 2006/10/06 | 『これからもお付き合いくださいね』       |
| 第37回 | 2006/10/13 | 『違う声が聞こえてきた〜〜（泣）』       |
| 第38回 | 2006/10/20 | 『すごーい!!』                           |
| 第39回 | 2006/10/27 | 『爆発しちゃう?!』                       |
| 第40回 | 2006/11/03 | 『また変なこと言ってる??』               |
| 第41回 | 2006/11/10 | 『つらいっス』                           |
| 第42回 | 2006/11/17 | 『オチ…どこ?』                           |
| 第43回 | 2006/11/24 | 『いつもの感じになってきたね♪』          |
| 第44回 | 2006/12/01 | 『アンタも質に入りなさい!!』             |
| 第45回 | 2006/12/08 | 『当たんない気がしちゃって、、、』       |
| 第46回 | 2006/12/15 | 『ちょっと泣きそうになってきた…』        |
| 第47回 | 2006/12/22 | 『本当にへっぽこだった...』              |
| 第48回 | 2006/12/29 | 『温めてもらいたいですね』               |

| ラジオ関西 金曜24:30枠              | ラジオ関西 金曜24:30枠           | ラジオ関西 金曜24:30枠 |
| 前番組                              | 番組名                           | 次番組                 |
| ----------------------------------- | -------------------------------- | ---------------------- |
| STARCHILD DREAM in KOBE 3rd SPECIAL | 涼宮ハルヒの憂鬱 SOS団ラジオ支部 | らっきー☆ちゃんねる    |